# Ruf R Kompressor

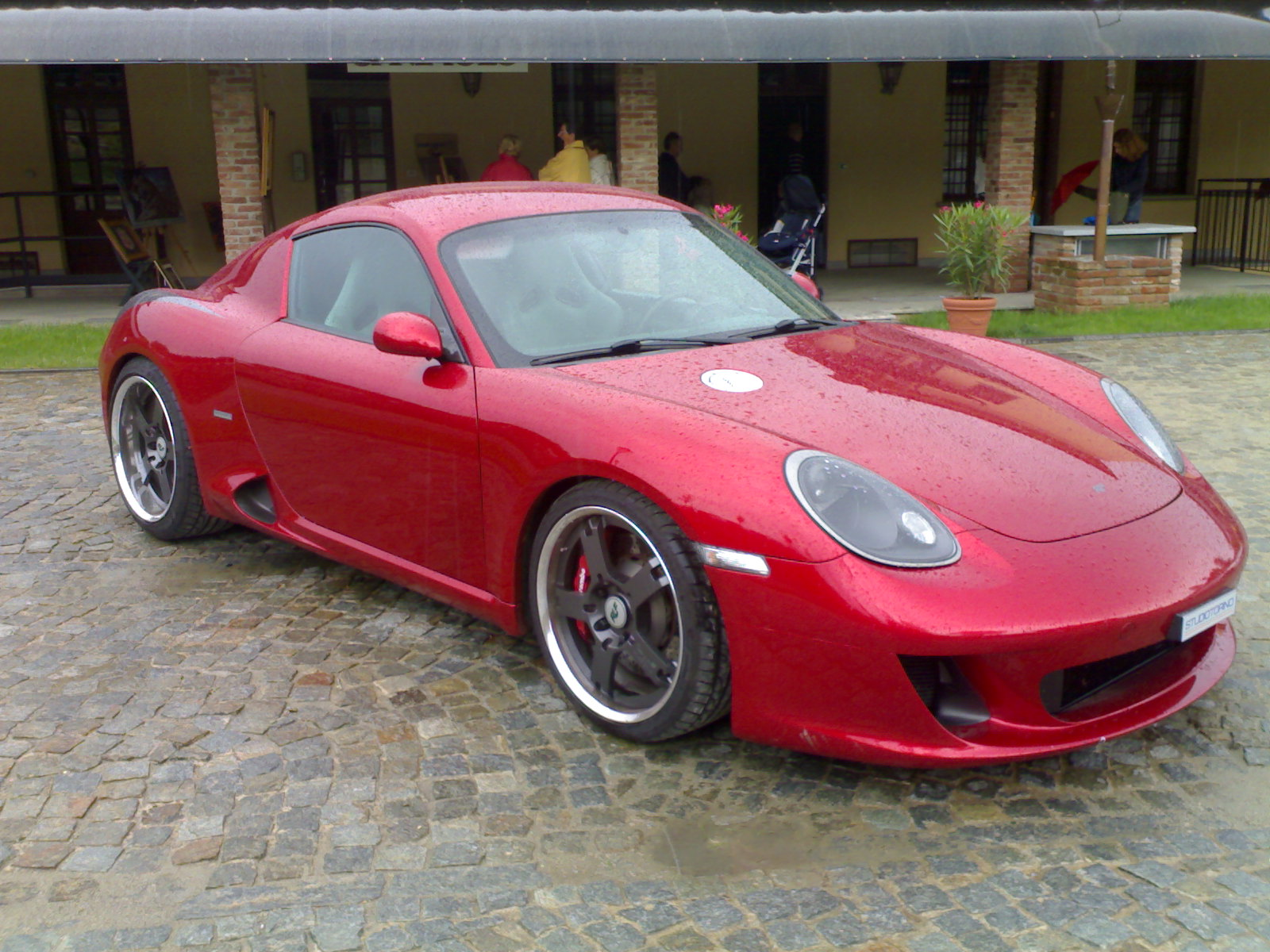
Ruf RK.

O Ruf R Kompressor (Ruf RK) é um carro esportivo construído pela Ruf Automobile da Alemanha. Ele é baseado no Porsche 997 3.6 ou 3.8 litros, construido com um compressor radial (supercharger), incluindo um inter-cooler para cada cilindro em linha. A versão 3.6 fornece 435 cv. Há também um novo "Ruf RK evo" com o motor  versão 3.8 produzindo 460 cv, que é capaz de atingir 0-60 mph  em 3.9 segundos.

## Construção
O capô do motor e spoiler são feitas tanto de kevlar e fibra de carbono. Como é típico da Ruf, o interior é muito conservador. Ele é alimentado por um motor de de 3,8 litros flat-6.